# Centropyge acanthops
Centropyge acanthops là một loài cá biển thuộc chi Centropyge trong họ Cá bướm gai. Loài này được mô tả lần đầu tiên vào năm 1922.

## Từ nguyên
Từ định danh của loài được ghép bởi hai từ trong tiếng Latinh: acanthus ("gai, ngạnh") và ops ("mắt"), hàm ý đề cập đến hàng gai màu xanh lam ở sau mắt.

## Phạm vi phân bố và môi trường sống
Từ bờ biển Oman và Yemen, C. acanthops được ghi nhận dọc theo bờ biển Đông Phi trải dài đến Nam Phi, bao gồm Madagascar và các đảo quốc trong Ấn Độ Dương, xa nhất ở phía đông là đến quần đảo Cocos (Keeling) (Úc).
C. acanthops sinh sống gần các rạn san hô, thường xuất hiện ở khu vực có tảo phát triển mạnh và nền đáy nhiều san hô vụn, độ sâu đến 70 m.

## Mô tả
C. acanthops có chiều dài cơ thể tối đa được biết đến là 8 cm. Cơ thể của loài này phần lớn có màu xanh lam thẫm (bao gồm cả vây hậu môn và vây bụng), ngoại trừ đầu, thân trên và vây lưng có màu vàng kim đến da cam. Vây đuôi và vây ngực trong mờ, có các tia vây màu vàng cam. Bao quanh mắt là một vòng tròn màu xanh lam sáng, và hàng ngạnh trên nắp mang cũng cò màu xanh tương tự. Vây lưng, vây hậu môn và vây đuôi có dải viền màu xanh óng ở rìa.
C. acanthops rất giống với Centropyge aurantonotus, một loài có phạm vi ở Tây Đại Tây Dương, chỉ khác nhau ở kiểu màu của vây đuôi (đuôi của C. acanthops có màu vàng, còn của C. aurantonotus có màu xanh lam thẫm).
Số gai vây lưng: 14; Số tia vây ở vây lưng: 16–17; Số gai vây hậu môn: 3; Số tia vây ở vây hậu môn: 16–18; Số tia vây ở vây ngực: 15–16.

## Sinh thái học

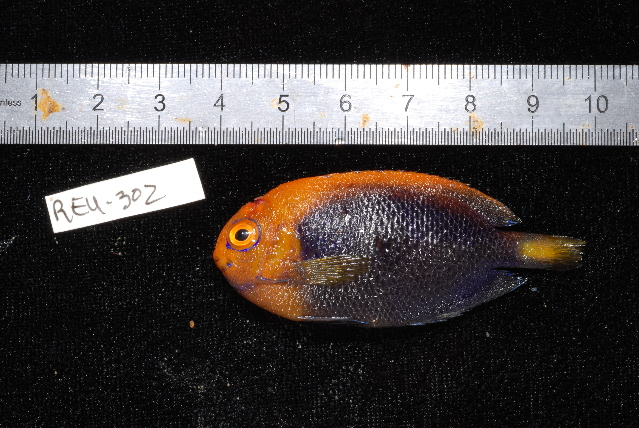
Một mẫu vật của C. acanthops

Thức ăn của C. acanthops là những loài thủy sinh không xương sống nhỏ và tảo. C. acanthops thường sống hợp thành từng nhóm nhỏ (khoảng 10 cá thể). Thời điểm sinh sản của loài này vào lúc hoàng hôn; cá đực kích thích sự phóng trứng bằng hành động cắn vào bụng cá cái.
C. acanthops và 3 loài khác trong chi Centropyge là Centropyge flavissima, Centropyge ferrugata và Centropyge fisheri được biết đến là có khả năng chuyển đổi qua lại giữa giới tính đực và cái.
C. acanthops là một loài thường được đánh bắt và xuất khẩu trong ngành thương mại cá cảnh. Chúng đã được nhân giống trong điều kiện nuôi nhốt.

### Trích dẫn
- "Functional hermaphroditism in teleosts" (PDF). Fish and Fisheries. Quyển 9 số 1. 2008. tr. 1–43. {{Chú thích tạp chí}}: Đã bỏ qua tham số không rõ |authors= (trợ giúp)